# Empis snoddyi
Empis snoddyi är en tvåvingeart som beskrevs av Steyskal 1969. Empis snoddyi ingår i släktet Empis och familjen dansflugor. Inga underarter finns listade i Catalogue of Life.